# Desa Rancamulya (administrativ by i Indonesien, lat -6,44, long 108,10)
Desa Rancamulya är en administrativ by i Indonesien.   Den ligger i provinsen Jawa Barat, i den västra delen av landet, 140 km öster om huvudstaden Jakarta.